# Самантараджа
Самантараджа (гінді सामन्तराज; д/н — 709) — 2-й нріпа (правитель) Сакамбхарі бл. 684—709 роках. Його ототожнюють з легендарним раджпутом Малік Раєм.

## Життєпис
Походив з однією з гілок раджпутського клану Чаухан. Син або онук Васудеви. Посів трон близько 684 року. Наскельний напис Біджоліа 1170 року, зроблений його нащадком Сомешварою, стверджує, що Самантараджа народився в Ахіччхатрапурі в готрі (клані) ріші Ватси.
Про його діяльність відомо обмежено. Є лише згадки, що він відновив владу Чаухан в Сакамбхарі. Приводяться різні припущення, що це сталося після смерті магараджахіраджи Харші 647 року. Тоді вказівки, що його попередник Васудева помер 684 року невірне. Відповідно й час панування Самантараджи повинно буде зміщено вперед. Втім більшість дослідників припускає, що він боровся з іншими раджпутськими кланами, щокрема з Сінду.
Йому спадкував Нарадева.